# Sejlflod Kirke
Sejlflod Kirke er en kirke i Sejlflod Sogn i Aalborg Kommune. Kirken ligger i Sejlflod højt placeret over byen. Den blev opført i 1100-tallet.
Kirkens skib og kor er romanske, opført af kvadersten i en forholdsvis streng stil uden apsis. Der er et oprindeligt vindue i kirkens nordside og 2 tilmurede, ét i korets østgavl og ét i skibets nordmur. Våbenhus og tårn er fra 1500-tallet, opført af genbrugte granitkvadre og gule munkesten. Våbenhuset vender mod nord.
Kirken har en romansk døbefont udført i granit med to løvehoveder.

## Eksterne kilder og henvisninger
- Wikimedia Commons har flere filer relateret til Sejlflod Kirke
- Sejlflod Kirke hos KortTilKirken.dk